# Teorema de Löb
O teorema de Löb na lógica matemática, estabelece que em uma teoria com aritmética de Peano, para qualquer fórmula P, se é possível demonstrar que “se P é demonstrável, então P é verdadeiro", então P é demonstrável. I.e.
{\displaystyle \mathrm {se} \ PA\vdash (Bew(\#P)\rightarrow P)\mathrm {,entao} \ PA\vdash P}
Onde Bew(#P) significa que a fórmula P com número de Gödel #P é demonstrável.
O teorema de Löb deve seu nome a Martin Hugo Löb, que o formulou em 1955.

## O teorema de Löb na lógica demonstrativa
A lógica demonstrativa se abstrai dos detalhes das fórmulas utilizadas nos teorema de incompletude de Gödel expressando a demonstrabilidade de P  no sistema dado e na linguagem da lógica modal, por meio da modalidade.
Pode-se formalizar o teorema de Löb mediante o axioma:
{\displaystyle \Box (\Box P\rightarrow P)\rightarrow \Box P,}
Conhecido como axioma GL, de Gödel-Löb. O mesmo às vezes é formalizado por meio da seguinte regra de inferência:
{\displaystyle P}
De
{\displaystyle \Box P\rightarrow P.}
A lógica demonstrativa GL, que resulta de tomar a lógica modal K4 e agregar-lhe o axioma GL, é o sistema investigado com maior intensidade na lógica demonstrativa.

## Prova Modal do teorema de Löb
O teorema de Löb's pode ser provado por meio da lógica modal usando apenas algumas regras básicas de prova mais a existência de pontos fixos modais

## Fórmulas Modais
Vamos admitir a seguinte gramática para fórmulas:
1. Se {\displaystyle X} é uma variável proposicional, então {\displaystyle X} é uma fórmula.
2. Se {\displaystyle K} é uma constante proposicional, então {\displaystyle K} é uma fórmula.
3. Se {\displaystyle A} é uma fórmula, então {\displaystyle \Box A} é uma fórmula.
4. Se {\displaystyle A} e {\displaystyle B} são fórmulas, então também são {\displaystyle \neg A}, {\displaystyle A\rightarrow B}, {\displaystyle A\wedge B}, {\displaystyle A\vee B}, e {\displaystyle A\leftrightarrow B}

Uma sentença modal é uma fórmula modal que não contém variáveis proposicionais. Utilizamos {\displaystyle \vdash A} para exprimir que {\displaystyle A} é um teorema

## Pontos Fixos Modais
Se {\displaystyle F(X)} é uma formula modal com somente uma variável proposicional {\displaystyle X}, então um ponto fixo modal de {\displaystyle F(X)} é uma sentença {\displaystyle \Psi } tal que
{\displaystyle \vdash \Psi \leftrightarrow F(\Box \Psi )}
Vamos supor a existência de tais pontos fixos para toda fórmula modal com uma variável livre. Isto, naturalmente, não é uma coisa óbvia para assumir, mas se nós interpretamos {\displaystyle \Box }  como prova na aritmética de Peano, então a existência de pontos fixos modais é de fato verdade.

## Regras Modais de Inferência
Além da existência de pontos fixos modais, assumimos as seguintes regras de inferência para o operador {\displaystyle \Box } :
1. De {\displaystyle \vdash A} infere-se {\displaystyle \vdash \Box A}:  Informalmente, isto diz que se A é um teorema, então é demonstrável.
2. {\displaystyle \vdash \Box A\rightarrow \Box \Box A}: Se A é demonstrável, então é provado que é demostrável.
3. {\displaystyle \vdash \Box (A\rightarrow B)\rightarrow (\Box A\rightarrow \Box B)}: Esta regra permite que você faça modus ponens. Se é demonstrável que A implica B, e A é demonstrável, então B é demonstrável.

## Prova do teorema de Löb
1. Suponha que haja uma sentença modal {\displaystyle P} tal que {\displaystyle \vdash \Box P\rightarrow P}. Grosseiramente falando, é um teorema que se {\displaystyle P}  é demonstrável, então ele é, de fato, verdadeiro.
2. Seja {\displaystyle \Psi } uma sentença tal que {\displaystyle \vdash \Psi \leftrightarrow (\Box \Psi \rightarrow P)}. A existência de tal sentença segue a existência de um ponto fixo de fórmula {\displaystyle F(X)==X\rightarrow P}..
3. De 2, segue-se que {\displaystyle \vdash \Psi \rightarrow (\Box \Psi \rightarrow P)}.
4. Da regra de inferência 1, segue-se que {\displaystyle \vdash \Box (\Psi \rightarrow (\Box \Psi \rightarrow P))}..
5. De 4 e da regra de inferência 3, segue-se que {\displaystyle \vdash \Box \Psi \rightarrow \Box (\Box \Psi \rightarrow P)}..
6. Da regra de inferência 3, segue-se que {\displaystyle \vdash \Box (\Box \Psi \rightarrow P)\rightarrow \Box \Box \Psi \rightarrow \Box P}
7. De 5 e 6, segue-se que {\displaystyle \vdash \Box \Psi \rightarrow \Box \Box \Psi \rightarrow \Box P}
8. Da regra de inferência 2, segue-se que {\displaystyle \vdash \Box \Psi \rightarrow \Box \Box \Psi }
9. De 7 e 8, segue-se que {\displaystyle \vdash \Box \Psi \rightarrow \Box P}
10. De 1 e 9, segue-se que {\displaystyle \vdash \Box \Psi \rightarrow P}
11. De 10 e 2, segue-se que {\displaystyle \vdash \Psi }
12. De 11 e da regra de inferência 1, segue-se que {\displaystyle \vdash \Box \Psi }
13. De 12 e 10, segue-se que {\displaystyle \vdash P}